# Слатин, Илья Ильич
Илья́ Ильи́ч Сла́тин (7 [19] июля 1845 года, Белгород — 13 апреля 1931, Харьков) — русский пианист и дирижёр, педагог, музыкально-общественный деятель. Профессор.

## Биографические сведения
Родился  7 [19] июля 1845 года в Белгороде. Обучался в Харькове в частном пансионе Сливицкого.
В 1863—1868 учился в С.-Петербургской консерватории по классу А. Дрейшока (фортепиано), Н. Зарембы (теория музыки). В 1869—1871 учился в Берлине у Т. Куллака (фортепиано), Р. Вюрста (композиция).

## Карьера
В 1871 году возобновил деятельность харьковского отделения Императорского русского музыкального общества (основанного в Харькове в 1867 году), возглавил его и музыкальные классы при нём.

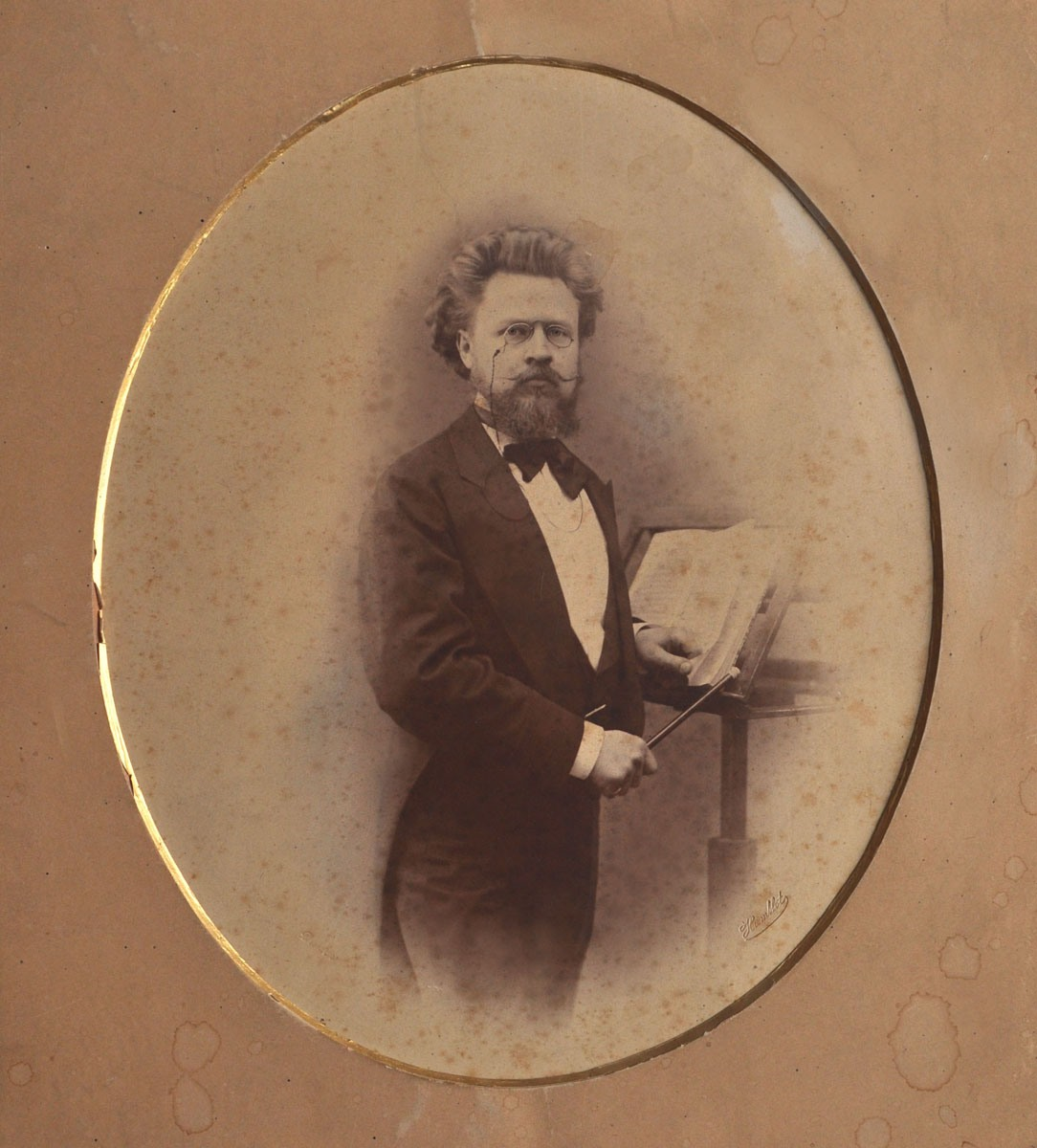
Илья Слатин за дирижёрским пультом, 1880-е

В 1881 году Московская консерватория присвоила И. И. Слатину звание «свободный художник».
В 1883 году реорганизовал музыкальные классы в музыкальное училище (ныне Харьковское музыкальное училище имени Б. Н. Лятошинского) и стал его первым директором (до 1920).
В 1917 году на базе Харьковского музыкального училища открыл Харьковскую консерваторию и до 1920 года был её директором. В 1963 году Консерватория была объединена с Театральным институтом и реорганизована в Институт искусств им. И. П. Котляревского. С 2004 — Харьковский национальный университет искусств имени И. П. Котляревского).
Состоял в дружбе и переписке с П. И. Чайковским.
Память
Его фамилией названо село Слатино Харьковской губернии, где была  дача семьи музыканта.
Именем музыканта названы улицы И. Слатина в Белгороде, где он родился, и Харькове. где он жил
Илья Ильич Слатин умер 13 апреля 1931 года. 
На доме, где Слатин жил шестьдесят лет, по адресу улица Пушкинская, 55, 31 октября 1989 года появилась мемориальная доска. 
Студенты Харьковского университета искусств положили начало новой традиции — отмечать поступление в вуз приходом к дому творца музыкального престижа Харькова.